# Planetentafel

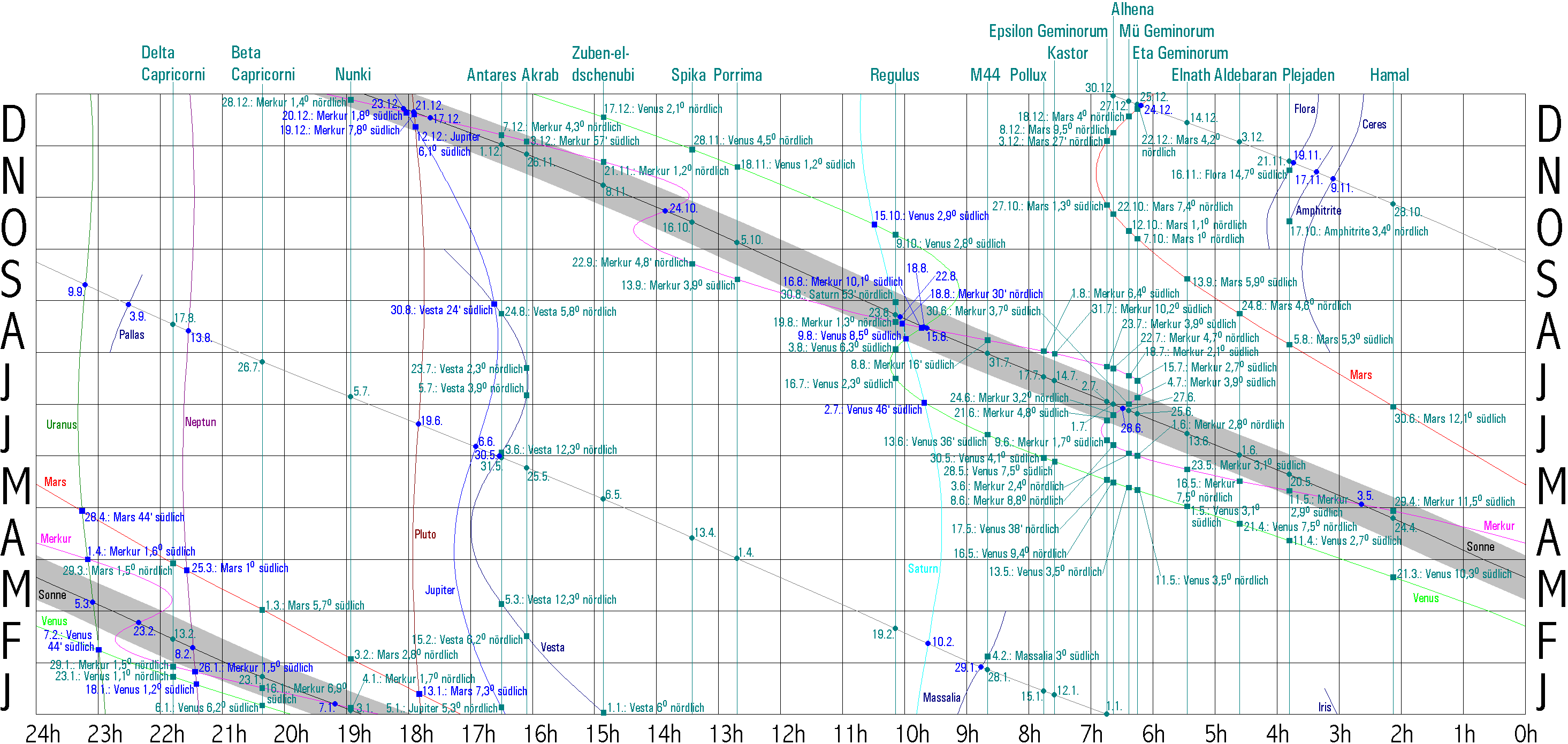
Planetentafel für 2007

Unter einer Planetentafel versteht man eine Grafik, mit deren Hilfe die Bewegung der Sonne, der Planeten und ggf. auch des Mondes und von Kleinplaneten über einen bestimmten Zeitraum graphisch veranschaulicht werden kann. Bei einer Planetentafel enthält die eine Achse des Diagramms stets einen Zeitwert. Auf der anderen Achse findet man die Rektaszension, ekliptikale Länge oder Sonnenelongation abgetragen.
Auf eine Darstellung der Deklination oder ekliptikalen Breite wird bei Planetentafeln im Regelfall verzichtet, da dies die Grafik meist unübersichtlicher machen würde und die Planeten sich stets nur in der Nähe der Ekliptik aufhalten.
Planetentafeln dienen zur Gewinnung einer Übersicht über die Bewegung der Himmelskörper im Verlauf eines Jahres. Sie sollen keineswegs eine detailliertere Beschreibung ersetzen. Eine Planetentafel ist nicht mit einer Ephemeride zu verwechseln.